# Preddvor
Preddvor (včasih imenovan tudi Höflein) je največje naselje s skoraj 900 prebivalci in središče Občine Preddvor. V kraju je sedež občine, osnovna šola Matije Valjavca, vrtec Storžek, zdravstveni dom, lekarna, cerkev sv. Petra, pošta 4205, krajevni urad, kulturni dom, turistično društvo, gostilne, trgovina ...
Preddvor leži 1 km stran od ceste, ki povezuje Kranj z Jezerskim vrhom, na desnem bregu reke Kokre, 10 km severno od mesta Kranja, s katerim je povezan z rednimi avtobusnimi linijami. Preddvor je klimatsko letovišče in zdravilišče ob umetnem jezeru Črnava. Kraj se ponaša z bogato zgodovino, turistično dejavnostjo in je tudi izhodišče številnih planinskih tur in kolesarskih poti.

## Zgodovinski objekti
- grad Hrib (Fuschsova graščina)
- Grad Dvor ali Grad (Graščina) Preddvor - Wurzbachova graščina
- baročna cerkev Sv. Petra
- grad Turn v Potočah

## Grobišče pri Vili Danica
Grobišče, najdeno 1970 in nato neraziskano, se nahaja na manjši ravnini med jezerom Črnava in vilo Danica, v bližini tretjega stebra razsvetljave, gledano od jezera proti vili Danica.

## Turistični objekti
- Hotel Bor
- umetno jezero Črnava (jezero)

## Izhodišče za vzpone
- Sv. Lovrenc (892 m)
- Sv. Jakob (961 m)
- Potoška gora (1283 m)
- Kališče (1540 m)
- Mali Grintavec (1813 m)
- Srednji vrh (1853 m) nad pobočjem Zaplate
- Cjanovca (1820 m) nad pobočjem Zaplate
- Krvavec (1853 m)
- Storžič (2132 m)